# Starkers in Tokyo
Starkers in Tokyo — акустический концертный альбом группы Whitesnake, который выпущен в Японии 9 сентября 1997 года.
Концерт, записанный до Starkers in Tokyo, был сыгран в стиле unplugged и включал Дэвида Ковердейла как вокалиста и аккомпанирующего ему акустической гитаре Адриана Ванденберга. Выступление было записано в студии EMI в Японии для небольшой аудитории поклонников. Эта запись также была выпущена на VHS и лазерном диске в Японии. Этот диск был выпущен за пределами Японии почти 1 год спустя, в июне 1998 года.

## Список композиций на CD
1. «Sailing Ships» (David Coverdale, Adrian Vandenberg) — 4:37
2. «Too Many Tears» (Coverdale, Vandenberg) — 4:13
3. «The Deeper the Love» (Coverdale, Vandenberg) — 4:09
4. «Love Ain't No Stranger» (Coverdale, Mel Galley) — 3:15
5. «Can’t Go On» (Coverdale, Vandenberg) — 3:50
6. «Give Me All Your Love» (Coverdale, John Sykes) — 3:21
7. «Don’t Fade Away» (Coverdale, Vandenberg) — 4:26
8. «Is This Love» (Coverdale, Sykes) — 3:09
9. «Here I Go Again» (Coverdale, Bernie Marsden) — 4:46
10. «Soldier of Fortune» (Coverdale, Ritchie Blackmore) — 4:22

## Список композиций на DVD
1. «Sailing Ships» (David Coverdale, Adrian Vandenberg) — 4:37
2. «Too Many Tears» (Coverdale, Vandenberg) — 4:13
3. «The Deeper the Love» (Coverdale, Vandenberg) — 4:09
4. «Can’t Go On» (Coverdale, Vandenberg) — 3:50
5. «Is This Love» (Coverdale, Sykes) — 3:09
6. «Give Me All Your Love» (Coverdale, John Sykes) — 3:21
7. «Here I Go Again» (Coverdale, Bernie Marsden) — 4:46
8. «Soldier of Fortune» (Coverdale, Ritchie Blackmore) — 4:22
9. «Love Ain't No Stranger» (Coverdale, Mel Galley) — 3:15
10. «Don’t Fade Away» (Coverdale, Vandenberg) — 4:26

## Песни, не включённые в альбом
Кроме 10 песен, включённых в альбом, на том вечере были исполнены ещё 3
- «Burning Heart» (Vandenberg)
- «Fool for Your Loving» (Coverdale, Micky Moody, Marsden)
- «Only My Soul» (Coverdale)

## Участники
- Дэвид Ковердэйл — вокал
- Адриан Ванденберг — акустическая гитара